# 快楽依存症
『快楽依存症』（かいらくいぞんしょう）は、2006年9月15日にTinkerBell某組（有限会社サイバーワークス）から発売されたアダルトゲーム。2008年6月27日にはイクシアからDVDPG版が発売された。
2007年11月9日には続編『続・快楽依存症 〜その後の涼子さん〜』が姉妹ブランドのWendybellから発売された。こちらも本項で記述する。

## ストーリー
快楽依存症
生真面目で仕事のできるOLであるものの、親しい友人や彼氏がおらずネットサーフィンを趣味として過ごす日々に物足り無さを感じていた氷沼涼子は、ある日インターネット上で見つけた女性専用体験告白掲示板を会し、特殊なプレイに憧れて変わっていく。
続・快楽依存症 〜その後の涼子さん〜
前作から1年後、少年との関係を切って久しく身体を持て余していた涼子は、彼によく似た少年に着目する。

## 登場人物
氷沼 涼子（ひぬま りょうこ）
声：高橋夕稀（『快楽依存症』）、志方馨（『続・快楽依存症』）
両作品を通してのヒロイン。周囲からはクールと思われている生真面目なOL。

### 『快楽依存症』のみの登場人物
高崎 かおり（たかさき かおり）
声：しまだかおり
男性恐怖症気味の涼子の後輩。
吉川 柚木（よしかわ ゆき）
声：西端由美
友達も恋人も作ることができず大学で孤立しているふたなりの学生。
神楽 貴之（かぐら たかゆき）
声：井上典子
華奢で大人しく気が弱く引っ込み思案で女の子のような風貌の少年。

### 『続・快楽依存症』のみの登場人物
司馬 拓海（しば たくみ）
有名私立学生。容姿も性格も貴之に似ていることから、通学途中の満員電車内で涼子に着目され、関係を持つこととなる。

## スタッフ
- 原画：G-Kirobyte
- シナリオ：小峰久生